# M.I.A. (rapper)
 For alternative betydninger, se M.I.A.. (Se også artikler, som begynder med M.I.A.)
M.I.A eller Maya Arulpragasam (født 18. juli 1975) er en engelsk sanger fra London. M.I.A. har en tamilsk-srilankansk oprindelse.

## Biografi
Historierne om hendes fortid er mange. Seks måneder gammel blev hun taget med til Sri Lanka, hvor faderen blev involveret i De Tamilske Tigres guerillakrig. Senere tog moren hende med til Indien, hvor hun levede i dyb fattigdom, før hun som 11-årig vendte tilbage til London. Alle disse historier har naturligvis været guf for pressen.

## Karriere
M.I.A. viste dog med albummet Arular i 2005, at det ikke var ren hype det hele. Langt fra endda. Hun formåede på elegant vis at samle den brogede forhistorie med nye og gamle musikalske strømninger og resultatet var et pågående, festligt og stærkt vanedannende album, der især trak tråde til grime, dancehall, ol’ school rap og pop. Det hele tilsat et skud af rå tekster, der cirklede om politik, sex, feminisme og som blev leveret med en flabet og militant kropslig attitude – med et stort glimt i øjet.
I England blev M.I.A. et hit takket være Arular, mens det her i Danmark kun var et smalt publikum, der tændte på de avantgardistiske udfoldelser på numre som "Galang" og "Pull Up the People".
I 2018 blev dokumentar filmen "Matangi/Maya/M.I.A." udgivet. Filmen er instrueret af Steve Loveridge
I 2020 startede M.I.A. sin egen Patreon side, hvor man efter betaling, kan følge med i fremstillingen af hendes nye album

## Diskografi

### Albums
- 2005: Arular
- 2007: Kala
- 2010: Maya
- 2013: Matangi
- 2016: AIM